# Seznam ameriških geografov
Seznam ameriških geografov.

## A
Ronald F. Abler - Frank Anhert (1927-2017) - James R. Anderson

## B
Isaiah Bowman - 

## D
William Morris Davis - Jared Diamond -

## E
Lewis Evans (geodet) - 

## G
Arnold Henry Guyot - 

## R
Joseph L. Reid (1923–2015), oceanograf - Arthur H. Robinson - 

## S
Henry Schoolcraft - Paul Allen Siple - 

## U
Edward Ullman - 

## V
Jože (Joseph) Velikonja (geograf)

## Z
Wilbur Zelinsky - 